# Лауд (группа)
«Лауд» (стилизуется как ЛАУД) — российская электронная группа, созданная в 2013 году в Уфе. Трио состоит из Виталия Александрова (Taly), Сергея Куликова (Smith) и Рамиля Абдеева (Goddeem).

## История

### 2013—2015: Знакомство, создание проекта, «Ностальгия» и «Привет!»

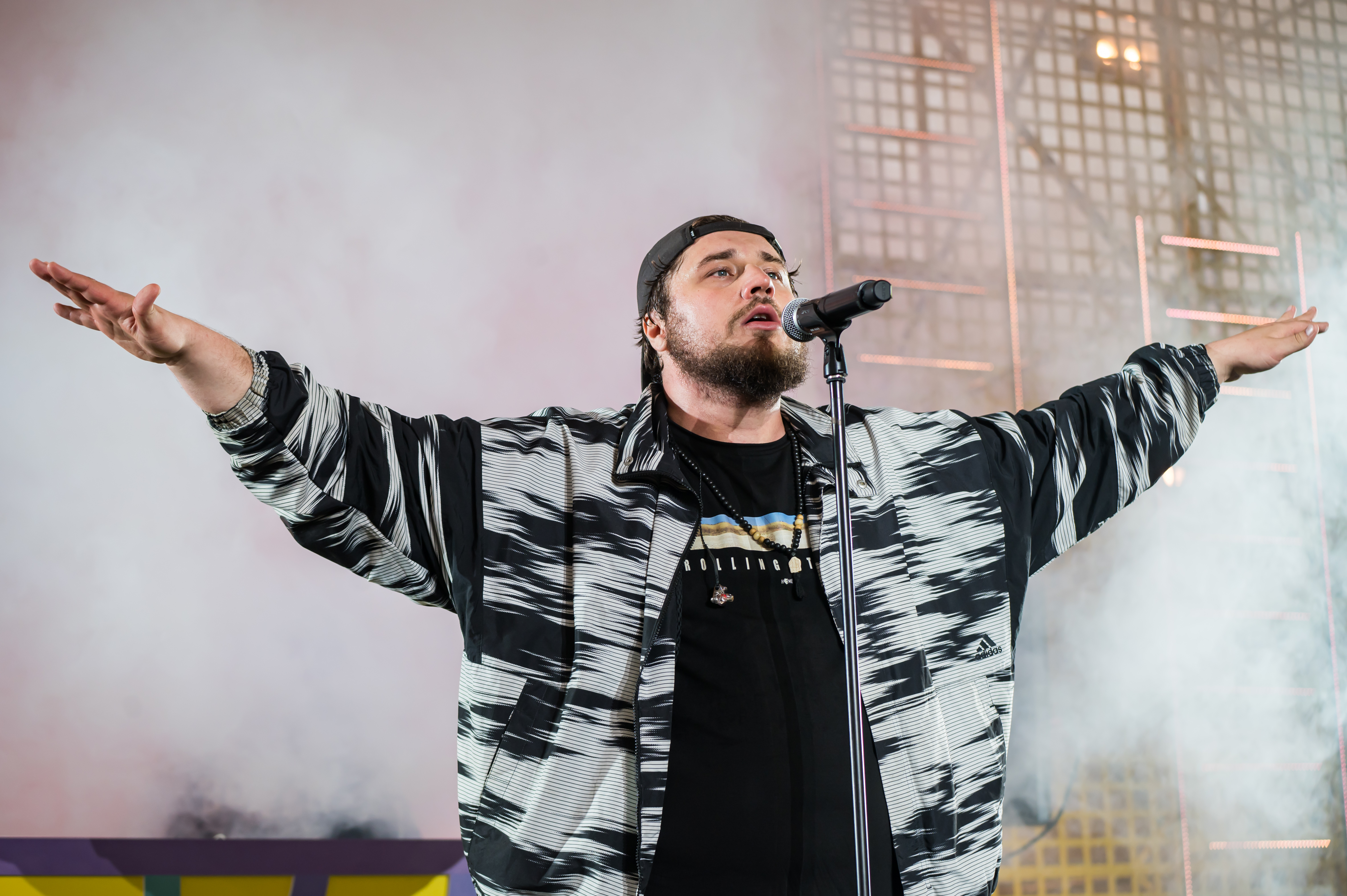
Thomas Mraz

До образования группы Сергей Куликов и Виталий Александров познакомились в Уфе, где вместе катались на скейтборде. В начале 2012 года Сергей начал писать музыку в жанре хип-хоп и бум бэп. Спустя некоторое время Виталий предложил писать музыку вместе. Первый музыкальный проект в жанре вейпорвейв получил названием Kcuweit’n’Wahib. Проект начал обретать небольшую популярность, однако этот жанр быстро надоел ребятам, и те начали интересоваться электронной музыкой и искать себя в жанре хаус. Основными вдохновителями была группа Disclosure. Было написано несколько треков, но проекту не хватало названия. В ходе одной из переписок в социальной сети Вконтакте появилось название нового проекта:

Название придумали спонтанно. Перебирали варианты, ну и Виталик предложил «Лауд», от английского loud — громкий. Мне понравилось. Так и осталось.— Сергей Куликов в интервью Собака.ru, ноябрь 2018
Основной философией проекта стало продвижение электронной музыки в России; было принято решение писать «Лауд» на русском языке. «Раньше было стыдно играть музыку с русским вокалом, мы всегда хотели это изменить», — вспоминает Виталий Александров в интервью The Blueprint в мае 2024 года. В 2013 году начинающий коллектив выпустил мини-альбом «Ностальгия».

Я вообще в тот момент не соображал, как устроена музыка. И мы просто взяли и сделали: собрали релиз за неделю. И все. «Ностальгия» была просто шуткой — музыкой, построенной на старых семплах. Тем не менее она была очень хороша, до сих пор слушаем.— Виталий Александров в интервью Enter, апрель 2018
Сейчас у нас появляется электронная сцена: могу отметить коллектив Loud — трое людей, которые пишут хаус, техно. У нас с ними скоро выйдет хаус-трек, танцевальный, лайтовый такой
Спустя некоторое время Виталий познакомил Сергея с Рамилем Абдеевым. На тот момент Рамиль уже играл диджей-сэты на локальных вечеринках в Уфе и писал музыку в жанре хип-хоп. «Мы все жили в Уфе, а у нас тогда все были рэперы, музыку писали единицы. А у Рамиля уже тогда был альбом инструментальный, он и сейчас на бэндкэмпе лежит. Он выкладывал биты на саундклауде, ему ещё тогда в 2012, писал Антоха МС: „Классные биты, чувак“», — рассказывал Виталий Александров в июле 2018 года. В последующем было принято решение пригласить Рамиля Абдеева в группу.
16 августа 2015 года Лауд представили мини-альбом «Привет!». В сентября 2015 года группа опубликовала в сети трек «Боевик». «Короче, там кринж», — отзывается Сергей Куликов о раннем творчестве группы в интервью ТНТ Music в июле 2022 года.

### 2016: «ТанецГолосЗвук» и мини-альбомыVirus, «Мёд»,12:00
Disclosure, только более мечтательные: легкий и весенний хаус, который одинаково успешно можно включать на танцполе и дома
В начале года Лауд выпустили мини-альбом Virus и ремикс на трек Massive Attack «Dead Editors». Дебютный альбом «ТанецГолосЗвук» был выпущен 16 февраля 2016 года. В треклист также попал трек «Парни из Уфы», — хаус-версия рэп-трека «#ufaboyz» Glebasta Spal, в последующие годы ставшая одной из визитных карточек группы. С того времени группу стали приглашать на выступления в местные клубы Уфы.
В июне Лауд выпустили мини-альбом «Мёд». 24 сентября 2016 года Лауд представили свой материал на вечеринке «Future Shift», — проекте, созданной при поддержке adidas Originals и Boiler Room, в клубе «Грибоедов» в Санкт-Петербурге:

Это очень классная вечеринка, народ крутой, поэтому надо продолжать двигаться в этом направлении. Считаю, нужно и дальше ставить этой публике хорошее электро, хороший хаус. Посмотри, им ведь хочется потанцевать под эту музыку, но они пока не понимают, как это делать. Им нужно привыкнуть к этому звучанию.— Виталий Александров об участии в «Future Shift», сентябрь 2016 года
30 октября 2016 года коллектив презентовал третий за год мини-альбом, получивший название 12:00. В поддержку релиза группа выпустила видеоклип на трек Acid Train. В декабре на музыкальном лейбле Hyperboloid Records вышла компиляция «3017», посвященная свежим музыкантам из России, куда попал новый трек группы «Чувствуешь». В тот же год Лауд презентовали ремикс на песню Антохи МС «О музыка»; трек был включён в сборник ремиксов на композицию «О Музыка», выпущенном 27 декабря 2016 года.

### 2017: «ТанецГолосЗвук 2», первый концертный тур и переезд в Петербург
Мы узнали „Лауд“ благодаря треку „Самый короткий путь (к твоему телу)“ и обрадовались: вот ребята не зассали! Мы тогда тоже пробовали работать с русским языком в нашем альбоме „Пожар“. 
8 апреля 2017 года группа представила совместный сингл с Леонидом BRTS «Выходные в стиле Диско». В том же месяце Лауд презентовали совместный мини-альбом Cold Weapon, записанный при поддержке SP4K, St Theodore и ScruScru. 1 мая в социальной сети Вконтакте группа анонсировала «ТанецГолосЗвук 2».

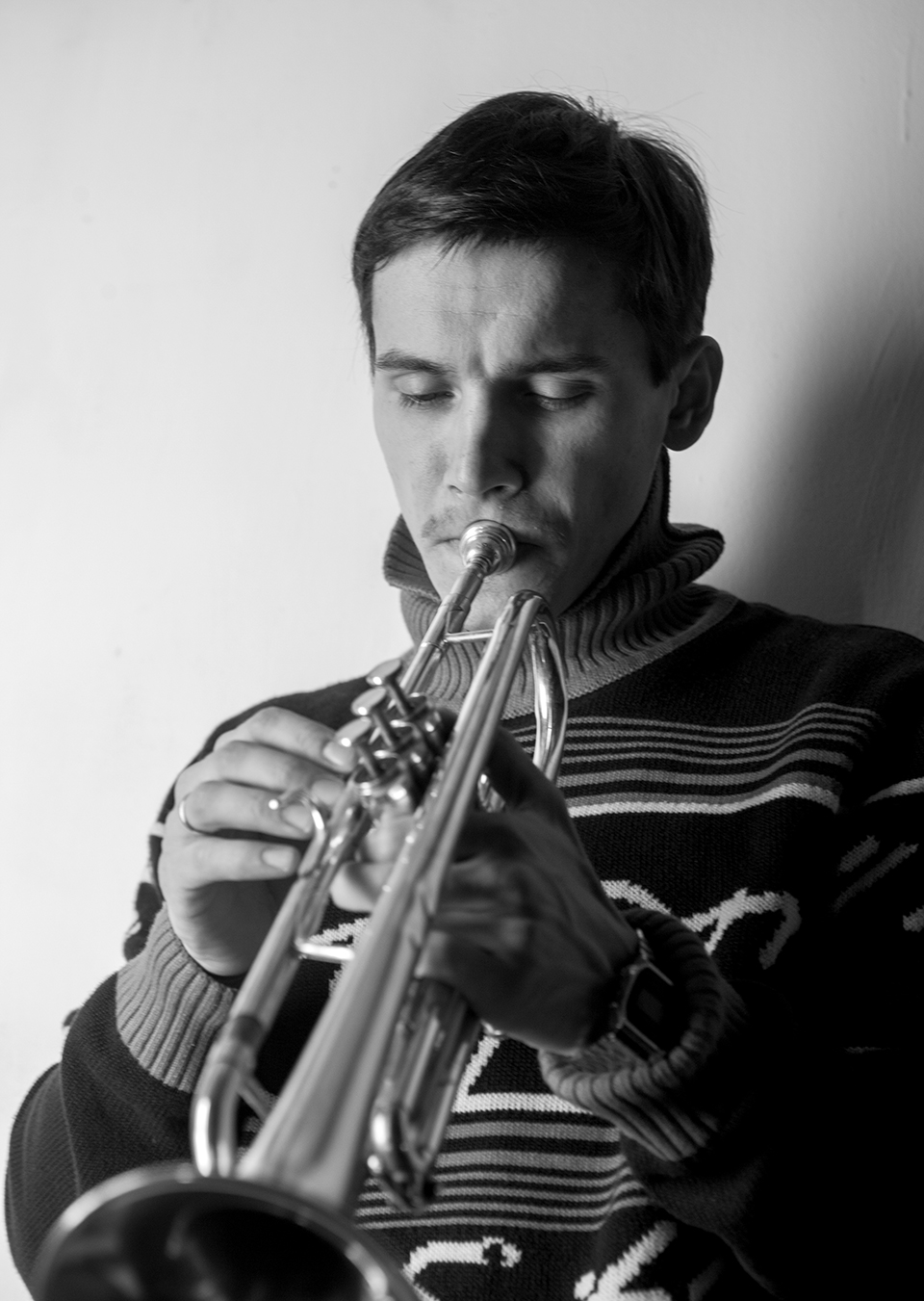
Антоха МС

15 мая трек группы «Bitch 10 Note» прозвучал в рамках авторского радиошоу No Me от Cream Soda на «Megapolis FM» (85.9 FM), где также был анонсирован совместный трек с Антохой МС. В июне на лейбле Rhythm Park состоялся релиз сингла «Volga» от группы Cream Soda, в треклист которого вошёл ремикс от Лауд.
3 сентября 2017 году альбом «ТанецГолосЗвук 2» появился в сети. Это первый релиз группы, официально выпущенный на стриминговых площадках. Среди гостей на свежей пластинке коллектива отметились Kreem, Thomas Mraz, Антоха МС, Devika Shawty, i61, Tveth, ScruScru и Cream Soda. 6 октября для поддержки релиза был выпущен видеоклип на трек «Секси» с Kreem.
Тем временем, все участники коллектива перебрались в Санкт-Петербург. 15 сентября 2017 года Лауд представили совместный с i61 мини-альбом «Ямолодойпридудрок». В тот же период Лауд выступили продюсерами трека «Еще» для творческого объединения Dopeclvbworld.
27 октября группа отправилась в свой первый концертный тур под названием «ТанецГолосЗвук», посетив десять российских городов, включая выступления в Москве (1 декабря) и Санкт-Петербурге (23 декабря):

Заключительный концерт проходил в Питере. И представь — вместительность клуба человек 400, а пришло 600. Это было нечто! Алмас залетел на трек. Пришел, взял микрофон, поднялся на диджейку и начал петь. А никто не знал, что он будет! И все: ааааааа!— Виталий Александров о заключительном концерте первого гастрольного тура, июль 2018 года
Гостей стало больше, а разброс материала — разнообразнее: от диско-хауса ("Небеса") к чему-то совсем детройтскому и андеграундному ("Мемфис-хаус").
В декабре вместе с Kreem Лауд одержали победу в специально номинации на Jager Music Awards, а также выступили совместно с Аигел в режиме телемоста. В конце года творческое объединение unknwn представило мини-фильм о своем сообществе. Саундтреком к фильму стал трек «Анноу», записанный с Raw Takes, — это первый анонсированный трек с предстоящего релиза «ТанецГолосЗвук 3».

### 2018: «Танцевальный Ритм», серия синглов с Cream Soda и «ТанецГолосЗвук 3»
В феврале 2018 года состоялась премьера совместного с Raw Takes мини-альбома Blood Remixes, куда вошли четыре «переосмысленные» версии ранее выпущенных треков группы Лауд. 18 марта Лауд представили мини-альбом «Танцевальный ритм», куда вошли треки «Кардио ритм», «Грибоедов клуб» и «Манчестер грув». Особого внимания удостоилась работа «Кардио ритм», — трек неоднократно был отмечен группой Disclosure, спустя годы продолжает проигрываться на зарубежных танцевальных площадках и набирать популярность на стриминговых платформах. По состоянию на сентябрь 2024 года, трек имеет свыше 2 млн прослушиваний на Spotify и находится на первом месте в каталоге группы.

У нас есть тречок «Кардио Ритм», и Disclosure его показали на стриме в Twitch. Сказали: «Вот как должна звучать хаус-музыка!» Мы когда увидели, были в шоке. Сейчас прослушивания на Spotify жёстко растут, потому что братья на своих диджей-сетах ставят наш трек.— Рамиль об успехе трека «Кардио Ритм», июль 2022
В конце марте группа при поддержке Wolee представила личную коллекцию одежды под названием «Одежда для танцев». В социальных сетях группа анонсировала, что часть вырученных средств с продаж будет отправлено в фонд поддержки пострадавшим при пожаре в торговом центре «Зимняя вишня» в Кемерово. 31 марта группа отправилась в концертный тур «Весенний круиз», в рамках которого запланировано посещение таких городов, как Ярославль, Казань, Уфу, Таллин, Санкт-Петербург и Москва.
Трек «My Life My Rules» я придумал, когда в очередной раз смотрел картинки в Интернете. Я не понимал, как так вышло, что единственным эхом пацанских цитатников и «ВК-субкультуры» стали наклейки для машины с надписями вроде «Моя жизнь — мои правила». Этого было достаточно, чтобы придумать текст о любви к жизни и добровольности выбора. Недавно мне рассказали о двусмысленности выражения «My Life My Rules». Однако меня это мало волнует".

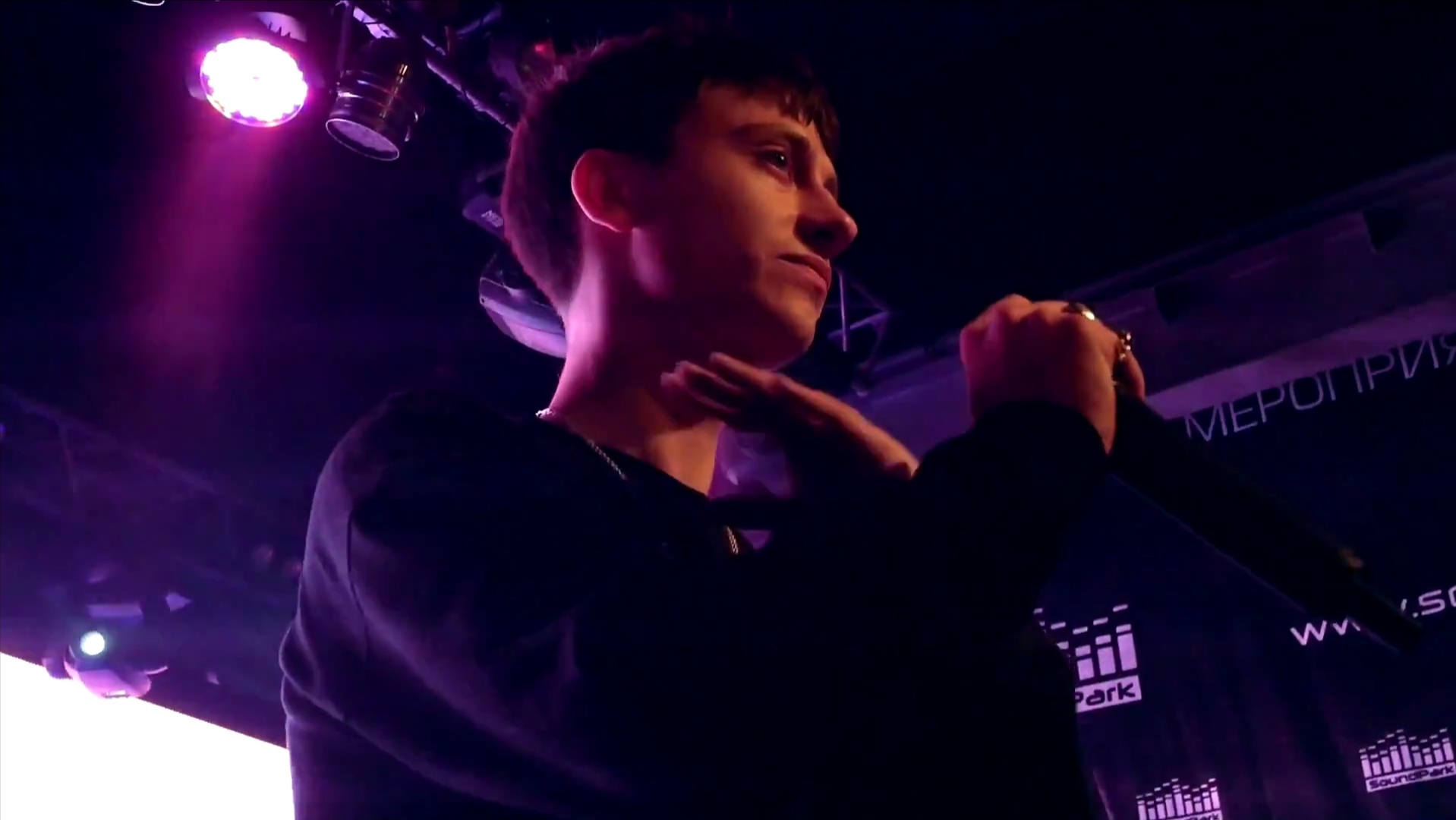
Boulevard Depo

В апреле 2018 года Лауд были объявлены в числе артистов, которые выступят в августе на сцене выставки уличной культуры Faces & Laces, в Парке Горького в Москве. «Мы подтвердили лайв на „Faces & Laces“, когда у нас вообще ничего своего не было — мы быстренько что‑то сделали, записали, пригласили артистов, чтобы выступили. Подстроились под индустрию», — вспоминает Сергей Куликов. По словам группы, именно Дима Нова (Cream Soda) настоял, на том, чтобы Виталий начал читать в проекте Лауд: «Когда мы были в Ярославле, Димон из Cream Soda жестко настаивал: все, Виталик, надо врываться, давай».
19 апреля на альбоме Boulevard Depo, RAPP2, вышел совместный трек «White Trash». Позднее группа представила расширенную версию этого трека под названием «Белый снег», указав, что данная версия войдет в треклист будущего альбома. 28 апреля 2018 года стали гостями радиошоу No Me от Cream Soda, в рамках которого, помимо прочих треков, презентовали инструментальную версию нового сингла «Prime Time», записанного накануне в Казани, а также анонсировали «музыкальный сериал» из нескольких совместных треков с Cream Soda в ближайшем будущем.

4 июля 2018 года состоялась официальная премьера совместного релиза с Cream Soda «Prime Time». 9 июля Cream Soda официально выпустили совместный сингл «Любовник». В июле группа выступила на Urban Culture Festival в Санкт-Петербурге, а на сцене Faces & Laces в Москве в августе 2018 года состоялось первое лайв-выступление группы.
Наша совместная песня „Та-та-та“ — про внутреннего ребёнка, о котором нужно помнить и всегда дружить с ним. „Лауд“ — добрые ребята, с которыми очень весело. Обожаю их чувство юмора, а ещё с ними здорово, всегда!
В сентябре в социальных сетях группы был опубликован треклист грядущего альбома, а также информация о работе над проектом «Танцевальный Ритм 2.0».
30 сентября состоялась премьера видеоклипа на сингл «Prime Time». 4 октября был представлен трек «Горячая Линия» с Cream Soda. 8 октября 2018 года состоялась премьера сингла от Jeembo «M.O.D.», при участии Boulevard Depo и Лауд. В том же месяце Cream Soda выпустила сборник ремиксов «Версии Красиво», куда был включен ремикс от Лауд на трек «Golden Boi».
19 ноября состоялась премьера первого сингла «Трехочковый» при участии Cream Soda. Премьера «ТанецГолосЗвук 3» состоялась 23 ноября 2018 года. На альбоме представлены коллаборации с Cream Soda, Lolita Kox, Devika Shawty, Boulevard Depo, i61, Kreem, Saluki, Adelle, Thomas Mraz, Тосей Чайкиной, Basic Boy, Super Collection Orchestra и Foner (Raw Takes).
В интервью перед концертом в Уфе, 8 декабря 2018 года, на вопрос, когда стоит ожидать альбом ТанецГолосЗвук 4, Сергей Куликов ответил: «ТанецГолосЗвук 3 был завершающим в линейке ТанецГолосЗвук, так что четвёртого не будет». 21 декабря 2018 года группа выпустила сингл «По пути домой», при участии детского хора центра творческой свободы «Территория» (Санкт-Петербург).

### 2019: «Громко», «Русский стандарт», фестивали и тур с Saluki
В январе был опубликован видеоклип на трек «Круг Победителей» при участии Kreem. 2 марта в поддержку альбома «ТанецГолосЗвук 3» в клубе «Аврора» состоялся первый сольный концерт группы в Санкт-Петербурге. 9 марта Лауд провели презентацию альбома в клубе RED в Москве: «Единственное, что я смог сказать: „Пипец, как вас много!“», — вспоминает Виталий Александров в интервью Собака.ru.

Изначально мы не планировали делать полноценную группу, а хотели работать в качестве продюсеров. Но так сложилось, что нас начали очень много звать на лайвы — хотели, чтобы мы выступали. Пришлось петь.— Виталий Александров в интервью The Blueprint, май 2024
В 2019 году Лауд выступили почти на всех знаковых российских фестивалях, таких как: VK Fest, AlfaFuturePeople, Stereoleto, Маятник Фуко, Новая Атланта, Booking Machine Fest, The Village, MEGA Urban Fest, Esquire Weekend, Rostov Roof Music. 2 августа коллектив представил мини-альбом «Громко», куда вошли пять новых треков, включая коллаборации с Tveth и МС Сенечка.

Я думаю, у нас так много фитов, потому что мы умеем дружить, общаться с людьми, и в симбиозе находим что-то интересное. — Рамиль Абдеев в интервью The Flow, май 2023
В октябре вышел выпуск You-Tube шоу «Вписка» при участии Лауд, Saluki и Thrill Pill. Осенью коллектив совместно с Saluki при поддержке Studio 21 и объединения AVG совершили «Burn Tour» по семи городам России. 29 ноября состоялся релиз совместного мини-альбома с Cream Soda, «Русский стандарт». В декабре 2019 года Лауд представили видеоклип на трек «Изи Фреш», главную роль в котором сыграл менеджер коллектива Никита Савенков (Easy Fresh).

### 2020: В списке Forbes, «Дерзкий тренд» в TikTok и запись нового альбома
В феврале Куок вместе с Лауд исполнили новый трек «Пушка» в рамках шоу Studio 21 Live. 13 марта 2020 года сингл «Пушка» вышел официально.
Период с января по декабрь 2020 года коллектив посвятил записи нового студийного альбома, постепенно делясь со слушателями отрывками новых музыкальных работ. Так, в апреле в онлайн-эфире радио Studio 21 группа представила отрывок песни «Пули», а в мае презентовали сольную версию трека «Человек с планеты Земля». Изначально трек планировался к записи совместно с Антохой МС, однако, ребятам не понравился записанный куплет. Лауд приняли решение записать финальную версию песни с группой Lovanda, которая вошла в феврале 2021 года.

Альбом, в принципе, будет электронный, более лирический, наверное, чем наши прошлые работы, но в то же время очень танцевальный, такой коктейль жанров, как всегда, от нас.— Сергей Куликов о работе над альбомом «Красный закат», декабрь 2020 года
18 мая Лауд выступили на онлайн-фестивале VK Fest 2020 в Санкт-Петербурге. В рамках выступления группа представила эдит-версию на ранее выпущенный трек «Дэнсим», бит на который послужил основой при написании трека «На бит», выпущенный с Томасом Мразом в 2021 году.
Мы проанализировали музыкальные тренды и поняли, что нам нужна яркая мелодия с дерзким переходом. Такая, чтобы заедала в голову, давала заряд и могла восприниматься с юмором. Для того, чтобы создать такой трек, мы выбрали молодую группу ЛАУД, и ребята отлично справились с задачей
Летом 2020 года на платформе для коротких видеороликов TikTok был запущен челлендж под названием «#DirolCheekyStyle (#DirolДерзкийСтайл)», чтобы привлечь внимание к новинке от Dirol — чёрной жевательной резинке. Специально для челленджа группа Лауд записала трек «Дерзкий тренд». За месяц челленджа было собрано более 30 тысяч видеороликов, количество просмотров превысило 20 млн. В декабре TikTok в России подвел итоги года, где назвал рекламную кампанию с Лауд в числе лучших на своей платформе, указав, итоговое количество просмотров видеороликов к концу года — 275,3 млн.
В ноябре в социальных сетях группа поделилась кадрами со съемок видеоклипа к новому синглу. «Будет прям заморочено. Работали два режиссёра, большая команда, ребята очень постарались, мы нанимали актёров, потом делали озвучку отдельно, как в кино и сериалах», — рассказал Виталий Александров в интервью Собака.ru в декабре 2020 года.

### 2021: «Красный закат», «Вечерний Ургант» и переезд в Москву
5 февраля 2021 года Лауд представили заглавный сингл «Красный закат», записанный совместно с рэпером Vacío, а также презентовали видеоклип. 11 февраля в эфире радио Studio 21 группа презентовали второй сингл с грядущего альбома, — совместный трек «Пули» c Gone.Fludd. 12 февраля трек был выпущен на стриминговых площадках, где попал в Топ-50 Spotify (Россия), Топ-50 чарта ВКонтакте и Топ-100 Apple Music (Россия). 19 февраля 2021 года состоялся релиз четвёртого студийного альбома «Красный закат». В альбом вошли десять треков, в том числе совместные работы с Vacío, Cream Soda, Gone.Fludd, Thomas Mraz, Lovanda, Lurmish и Tapenight. Это первая полноформатная пластинка группы, спродюсированная самими музыкантами:

Я могу сказать, что «Красный закат» — это была отправная точка. Это был тот релиз, который дал нам понять, что мы можем все сами и нам вообще никто не нужен.— Виталий Александров в интервью The Blueprint, май 2024
В первую неделю альбом набрал более 1 миллиона прослушиваний на Apple Music и Spotify. 19 марта 2021 года в эфире Первого канала группа презентовала альбом, исполнив вместе с Thomas Mraz трек «На бит». 22 марта 2021 года в московском клубе Gipsy состоялась официальная презентация альбома «Красный закат» с приглашенными артистами.
В апреле на новой пластинке Thomas Mraz Victory вышла совместная работа «Стоунер». Лауд стали приглашенными гостями на презентации нового релиза Томаса в Санкт-Петербурге 16 мая 2021 года.
23 июля 2021 года bollywoodFM выпустил сингл «Вечно пьяный», — хип-хоп переосмысление песни «Смысловых галлюцинаций», записанной при участии Лауд. В начале осени группа объявила о переезде в Москву.
17 сентября 2021 года группа представила новый сингл «Танцую в темноте» и видеоклип к нему. 8 октября 2021 года ремикс группы на песню Ella «Superfresh» был выпущен в качестве лид-сингла к предстоящему релизу певицы на лейбле Stvol. В конце октября коллектив поделился в TikTok отрывком нового трека, записанного с Антоха МС. Премьера трека «Капли» состоялась 15 июля 2022 года.
26 ноября 2021 года Лауд приняли участие в сингле i61 «Radar». Осенью 2021 года группа снялась в рекламном ролике вместе с футбольным клубом «Уфа», а трек «Парни из Уфы» был объявлен неофициальным гимном клуба.

### 2022: Запуск Loud Boyz, гастроли и трибьют к фильму «Брат»
14 января 2022 года был выпущен ремикс тикток-хита «help_urself» от Ezekiel. В начале года коллектив объявил о создании собственного музыкального лейбла и серии одноимённых авторских вечеринок «Loud Boyz». Первая вечеринка состоялась 29 января 2022 года в московском клубе Powerhouse. В последующем вечеринки под брендом «Loud Boyz» прошли в Санкт-Петербурге и Уфе.

Loud Boyz появился из-за желания делать свои вечеринки, организовывать всё самим и выпускать электронную музыку от нас и наших друзей, по принципу лейбла.— Рамиль Абдеев о запуске Loud Boyz в интервью ТНТ Music, июль 2022
18 февраля 2022 года вышел сингл «Вольта» от Tapenight и Лауд. В марте вышел совместный трек с BMB SpaceKid «Wanna Ride» при участии 40ozLuz. В июне на альбоме группы The Dawless вышла совместная работа, под названием «Loud Boyz». Это первый лонгплей, выпущенный на собственном лейбле группы. В июле Лауд попали в треклист второго альбома Jeembo «M.I.A.» с ремиксом на трек «Сейф». Летом Лауд стали участниками музыкальных фестивалей Ural Music Night в Екатеринбурге, «Дикая Мята» в Туле и других, а также в московском клубе Mutabor состоялся большой сольный концерт группы, гостями вечера стали Антоха МС, Vacío, Lovanda, MC Сенечка.

Мы очень плотно гастролируем, впрочем, как и всегда, времени на новую музыку не хватает, да что уж там — даже на какие то мирские радости, но мы умудряемся готовить новый EP в самом необычном для нас звучании, и скоро начнем тизерить материал. Увидимся и услышимся совсем скоро— Виталий Александров в интервью Собака.ru, август 2022
Осенью МС Сенечка выпустил совместную работу «Milky Way», которая вошла в его мини-альбом, «Солнце». Также коллектив принял участие в записи трибьют-альбома «Поколение Брат», посвященного 25-летию выхода фильмов Алексея Балабанова «Брат» и «Брат 2», записав свою версию трека «Чёрные птицы» группы «Наутилус Помпилиус». 19 ноября 2022 года Лауд выступили в рамках Stvol.tv. В декабре выпустили видеозапись диджей-сета, который провели летом в горах близь Чегема в Кабардино-Балкарии.
В конце 2022 года трек «My Life My Rules» был объявлен саундтреком к фильму «Юра дворник», а в эфире канала ТНТ вышел выпуск телешоу «Танцы», в котором участники школы танцев Red Rabbits из Екатеринбурга представили танцевальный номер под песню «Изи Фреш».

### 2023:No Stress, мини-альбомFavela Boyzи тур с прыгай киска
2 января 2023 года вечеринка в московском в клубе Баунс открыла второй сезон «Loud Boyz». 19 мая 2023 года Лауд выпустили пятый студийный альбом No Stress. В релизе приняли участие Thomas Mraz, Кассета и PereNats. Первым синглом в поддержку альбома стал трек «Джанки», который сопровождал видеоклип. Вторым синглом с альбома стал ремикс от Turbosh на трек «Когда рядом ты», — в октябре группа представила видеоклип на него. Позднее Лауд анонсировали проведение концертного тура, совместно с прыгай киска и Acid Racer. 10 ноября 2023 года вышел сингл «OK» c прыгай киска.
17 ноября группа представили мини-альбом Favela Boyz, записанный в жанре байле-фанк, при участии MC Fazano:

Этот тренд был где-то в воздухе, но никто не записывал полноценные релизы. У Бульвара Депо несколько лет назад выходил даже байле-фанк ремикс. Мы же взялись за это звучание более основательно: проработали визуал, подтянули их местную TikTok-звезду, сделали луки в стиле футбольной команды. При этом все получилось довольно спонтанно.— Виталий Александров о концепции Favela Boyz EP, ноябрь 2023
В тот же месяц коллектив отправился в совместный концертый тур с прыгай киска и Acid Racer. В декабре Лауд представили свой ремикс на трек «Пыяла», набравший популярность в социальных сетях, благодаря премьере телевизионного сериала «Слово Пацана. Кровь на асфальте». Также в конце года появилась информации о работе трио над новой пластинкой, получившей название «ТанецГолосЗвук 4», — четвёртой в серии ТанецГолосЗвук, последний релиз из которой вышел в конце 2018 года:

Может, лет через пять по приколу созреем записать четвертую часть. — Сергей Куликов о продолжении серии «ТанецГолосЗвук», февраль 2021 года

### 2024: «ТанецГолосЗвук 4», работа над электронным проектом и гастроли в Китае
Пишем кое-что клёвое с ЛАУД. Собрались спустя 7 лет!
7 марта 2024 года в эфире радиошоу Studio 21 группа презентовала дэмо-версию трека Boom Boom. Позднее в тот же месяц в социальных сетях коллектива появилась информация о совместной работе с Тосей Чайкиной над новым треком. 23 мая на концерте певицы в петербургском клубе Union Лауд совместно исполнили новый трек, получивший название «Метро». Также в апреле коллектив представил сингл «Весна», записанный совместно с Armich. В тот же месяц вышел специальный проект от Яндекс Музыка, в котором трио вместе с Bushido Zho и Sqwoz Bab приняли участие в документальном фильме о жанре байле фанк, которому посвящен мини-альбом Favela Boyz, вышедший в ноябре 2023 года.
7 июня 2024 года стартовал третий сезон серии вечеринок Loud Boyz. Кроме того, летом Лауд выступили на фестивалях Signal в Калужской области, «Пикник Афиша» 2024, «T-Двор» и «Ленинградские мосты» в Санкт-Петербурге, Darkside Afterdark Tour в Екатеринбурге, Нижнем Новгороде и Санкт-Петербурге, «Мега Фест» в Уфе, Red Fest в Перми, а также на сцене столичного фестиваля «Москва 2030». Также летом 2024 года Лауд приняли участие в специальном проекте от Яндекс Музыка по созданию аудиального контента для питомцев, в рамках которого записали трек Dog Song 2 для альбома «Песни для любимых пёсиков».

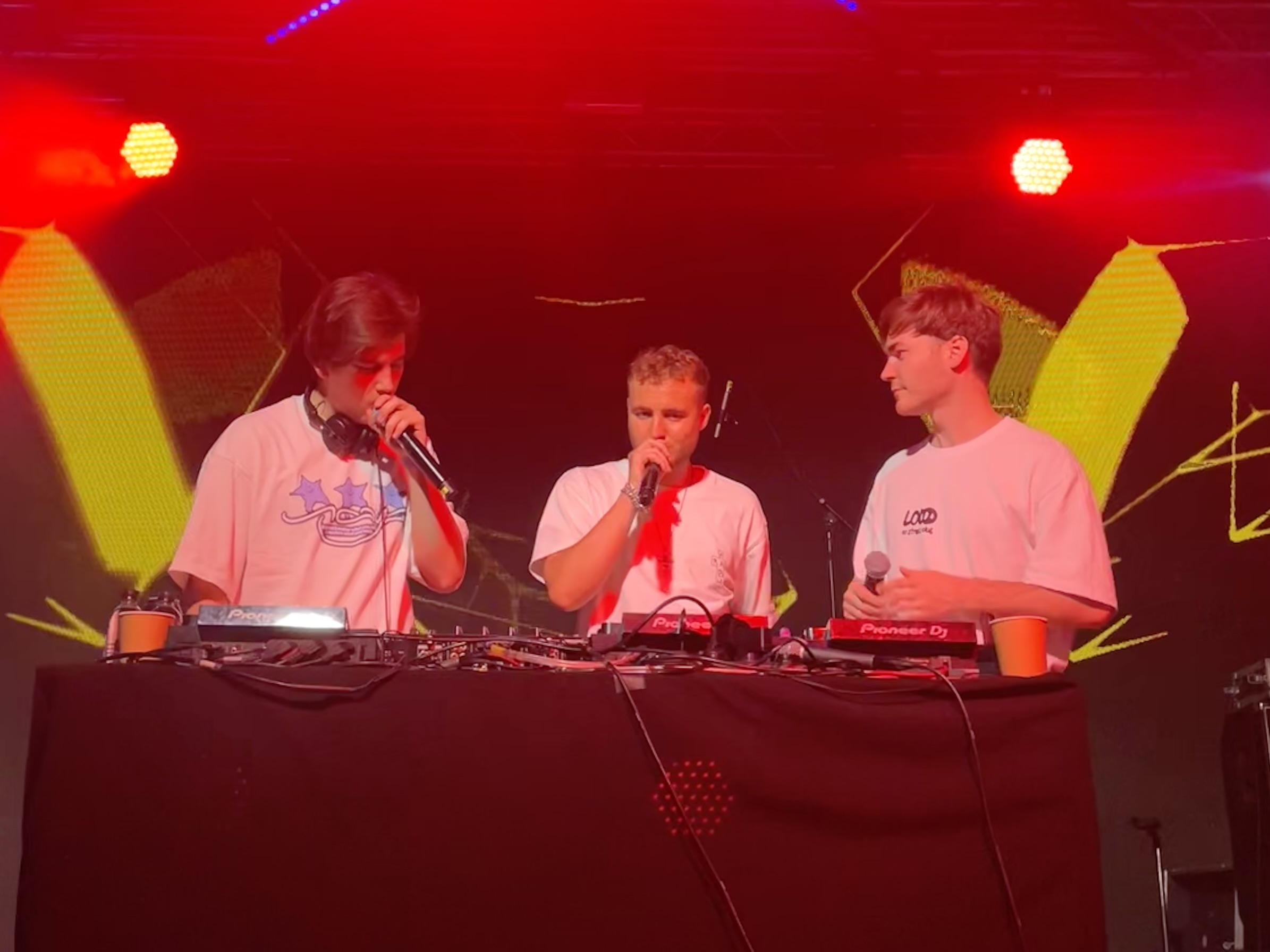
Диджей-сет группы ЛАУД в Санкт-Петербурге, 2024

Трек «Метро», записанный с Тосей Чайкиной, стал лид-синглом с грядущего альбома группы и был выпущен 30 августа 2024 года. Это вторая совместная работа двух артистов (трек «Та Та Та» вошел в альбом «ТанецГолосЗвук 3»). Вторым синглом стал трек «120ХаусБпм», записанный при участии петербургского артиста DJ Stonik1917.

27 сентября 2024 года Лауд представили альбом «ТанецГолосЗвук 4». В альбом вошли совместные работы с GONE.Fludd, Антоха МС, Ky3a Dega, Cream Soda, Armich, Кишлак и ранее вышедшие синглы с Dj Stonik1917 и Тосей Чайкиной. «Количество громких имен в лонгплее вызывает восхищение», — говорится в обзоре музыкальных новинок недели на портале Mail.ru. В новом релизе Звук Медиа отметили «очень много любви», а 2x2.медиа назвали ТанецГолосЗвук 4 альбомом, созданным «друзьями для друзей». Помимо стандартной версии, на сервисе Яндекс Музыка доступна к прослушиванию делюкс-версия альбома, которую отличает наличие интро и аутро-треков, записанных в виде «голосового сообщения». The Flow включил альбом «ТанецГолосЗвук 4» в рейтинг 50 лучших альбомов 2024, разместив его на 27 месте.

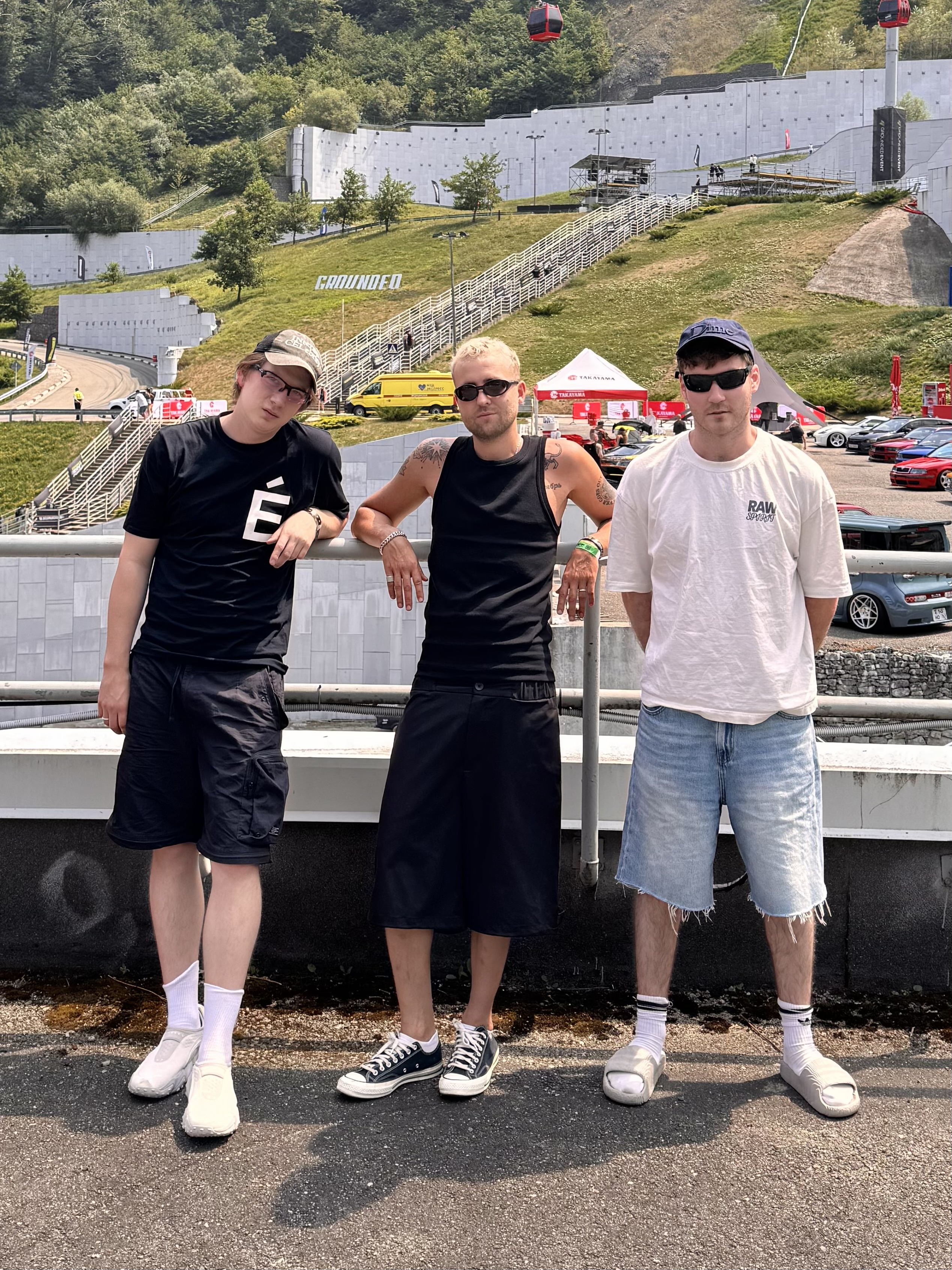
Группа ЛАУД на дрифт-фестивале Grounded Event, 2025

В конце 2024 года группа впервые выступила в Китае, — выступления состоялись в Пекине и Шанхае, 20 и 22 декабря, соответственно. В интервью Studio 21 участник группы Виталий Александров рассказал, что коллектив приступил к работе над новым музыкальным альбомом в электронном жанре, который будет отличать «абстрактное экспериментальное звучание» и содержание «острых фразочек».

### 2025—по наст. время: «Электрическая музыка»
15 января 2025 года на SoundCloud Лауд выпустили ремикс на трек «Сигма Бой». Ранее данный ремикс был презентован в рамках записи новогоднего эфира Stvol.tv «Новогоднее застолье 2025». В феврале Лауд выпустили ремикс на трек «love to love you» от xqzmytrenches (сайд-проект казахстанского рэп-исполнителя Скриптонита); музыкальный блог «Родной звук» объявил данный трек «коллаборацией месяца». 28 марта состоялся релиз сингла «New Star Camp» при участии певицы Adette (ранее известной под псевдонимом Adelle), в честь одноименного спортивно-музыкального фестиваля, проводимого ежегодно в Сочи, назвав его «любимым зимним фестивалем».
13 июня Лауд презентовали два заглавных сингла — «Воздуха нет» с «электронного» альбома, анонсированного в конце 2024 года, и сингл «Hey Hey», вошедший в одноименный сборник от музыкального лейбла «Ствол». Новый «супертанцевальный сборник»,  спродюсированный совместно с саунд-продюссером Максимом Бугаевым (Maxim cd), получил название «Электрическая музыка» и был выпущен 27 июня 2025 года. Трек «123», записанный при участии электронной музыкальной группы Turbosh, попал в список лучших треков первой половины 2025 года по версии The Flow.
11 июля 2025 года на альбоме рэпера Кассета («Ателье») вышла совместная работа «Никаких Правил».

## Дискография
Студийные альбомы
| Название           | Информация                                                                                                 |
| ------------------ | --- |
| «ТанецГолосЗвук»   | - Релиз: 16 февраля 2016 - Лейбл: — - Формат: цифровая дистрибуция                                         |
| «ТанецГолосЗвук 2» | - Релиз: 3 сентября 2017 - Лейбл: Rhymes Music - Формат: цифровая дистрибуция, потоковое мультимедиа       |
| «ТанецГолосЗвук 3» | - Релиз: 23 ноября 2018 - Лейбл: iDi Music - Формат: цифровая дистрибуция, потоковое мультимедиа           |
| «Красный закат»    | - Релиз: 19 февраля 2021 - Лейбл: FRWRD Music - Формат: цифровая дистрибуция, потоковое мультимедиа, винил |
| No Stress          | - Релиз: 19 мая 2023 - Лейбл: Easy Fresh - Формат: цифровая дистрибуция, потоковое мультимедиа             |
| «ТанецГолосЗвук 4» | - Релиз: 27 сентября 2024 - Лейбл: Loud Boyz - Формат: цифровая дистрибуция, потоковое мультимедиа         |

Мини-альбомы
| Название                                    | Информация                                                                                                 |
| ------------------------------------------- | --- |
| «Ностальгия»                                | - Релиз: 2013 - Лейбл: — - Формат: цифровая дистрибуция                                                    |
| «Привет!»                                   | - Релиз: 16 августа 2015 - Лейбл: — - Формат: цифровая дистрибуция                                         |
| Virus                                       | - Релиз: 3 января 2016 - Лейбл: — - Формат: цифровая дистрибуция                                           |
| «Мёд»                                       | - Релиз: 28 июня 2016 - Лейбл: — - Формат: цифровая дистрибуция                                            |
| 12:00                                       | - Релиз: 30 октября 2016 - Лейбл: — - Формат: цифровая дистрибуция                                         |
| Cold Weapon (при участии SP4K)              | - Релиз: 20 апреля 2017 - Лейбл: — - Формат: цифровая дистрибуция, потоковое мультимедиа                   |
| Blood Remixes (при участии Raw Takes)       | - Релиз: 15 февраля 2018 - Лейбл: — - Формат: цифровая дистрибуция, потоковое мультимедиа                  |
| «Танцевальный ритм»                         | - Релиз: 18 марта 2018 - Лейбл: — - Формат: цифровая дистрибуция, потоковое мультимедиа                    |
| «Громко»                                    | - Релиз: 2 августа 2019 - Лейбл: Warner Music Russia - Формат: цифровая дистрибуция, потоковое мультимедиа |
| «Русский Стандарт» (при участии Cream Soda) | - Релиз: 29 ноября 2019 - Лейбл: Warner Music Russia - Формат: цифровая дистрибуция, потоковое мультимедиа |
| Favela Boyz                                 | - Релиз: 17 ноября 2023 - Лейбл: Loud Boyz - Формат: цифровая дистрибуция, потоковое мультимедиа           |
| Электрическая музыка                        | - Релиз: 27 июня 2025 - Лейбл: Loud Boyz - Формат: цифровая дистрибуция, потоковое мультимедиа             |

Совместные альбомы
| Название                             | Информация                                                                                 |
| ------------------------------------ | ------------------------------------------------------------------------------------------ |
| «Ямолодойпридурок» (совместно с i61) | - Релиз: 15 сентября 2017 - Лейбл: — - Формат: цифровая дистрибуция, потоковое мультимедиа |

Синглы
- 2017 — «Выходные в стиле Диско» (при участии BRTS)
- 2018 — «По пути домой»
- 2018 — «Трёхочковый» (при участии Cream Soda)
- 2021 — «Красный закат» (при участии Vacío)
- 2021 — «Пули» (при участии Gone.Fludd)
- 2021 — «Танцую в темноте»
- 2022 — «Капли» (при участии Антоха МС)
- 2023 — «Когда рядом ты (Remix)» (при участии Turbosh)
- 2023 — «ОК» (при участии прыгай киска)
- 2024 — «Весна» (при участии Armich)
- 2024 — «Метро» (при участии Тоси Чайкиной)
- 2024 — «120ХаусБпм» (при участии DJ Stonik1917)
- 2024 — «Большой город (Ilya Gadaev Remix)» (при участии Thomas Mraz, Ilya Gadaev)[106]
- 2025 — «New Star Camp» (при участии Adette)[107]
- 2025 — «Воздуха нет»[108]
- 2025 — «Hey Hey»[100]

Гостевое участие
- 2016 — «Вирус (Sp4k Ultra Rave Rework)» (SP4K при участии Лауд)
- 2016 — «Acid Train (Kashin Rework)»
- 2017 — «P-L-A-S-M-A-T-R-I-P (Лауд Remix)» (i61 при участии Лауд)
- 2017 — «Volga (Remix)» (Cream Soda при участии Лауд)
- 2017 — «Небеса» (Антоха МС, Cream Soda при участии Лауд)
- 2018 — «Бой с тенью» (Thomas Mraz при участии Лауд)
- 2018 — «XXX» (Bmb Spacekid при участии Лауд)
- 2018 — «White Trash» (Boulevard Depo при участии Лауд)
- 2018 — «Prime Time» (Cream Soda при участии Лауд)
- 2018 — «Любовник» (Cream Soda при участии Лауд)
- 2018 — «Горячая линия» (Cream Soda при участии Лауд)
- 2018 — «Секси (No chill)» (Artur Kreem при участи Лауд)
- 2018 — «Golden Boi (Лауд Remix)» (Cream Soda при участии Лауд)
- 2019 — «Skibidi (Лауд Remix)» (Little Big при участии Лауд)
- 2019 — «Битмарь» (МС Сенечка при участии Лауд)
- 2019 — «Лак» (Cream Soda при участии Лауд)
- 2020 — «Пушка» (Куок при участии Лауд)
- 2020 — «M.O.D.» (Jeembo, Boulevard Depo при участии Лауд)
- 2021 — «Стоунер» (Thomas Mraz при участии Лауд)
- 2021 — «Radar» (i61 при участии Лауд)
- 2021 — «Вечно Пьяный» (bollywoodFM при участии Лауд)
- 2021 — «Superfresh (Лауд Remix)» (Ella при участии Лауд)
- 2022 — «Вольта» (Tapenight при участии Лауд)
- 2022 — «Сейф» (Лауд Remix) (Jeembo при участии Лауд)
- 2022 — «Milky Way» (МС Сенечка при участии Лауд)
- 2022 — «Loud Boyz» (The Dawless, Goddeem, Гольд при участии Лауд)
- 2023 — «Пыяла (Remix)» (Аигел при участии Лауд)
- 2024 — «Вольта (2000’s Clash RMX)» (Tapenight при участии Лауд)
- 2025 — «Verish (Лауд Remix)» (Philipp Gorbachev, DJs Pareja при участии Лауд)
- 2025 — «Никаких правил» (Кассета при участии Лауд)[109]

Участие в сборниках
- 2017 — «3017» (Hyperboloid Records)
- 2022 — «Поколение Брат» (Разные исполнители)
- 2025 — «Hey Hey» (Разные исполнители)

Прочие треки
- 2025 — «Сигма Бой» (Лауд Remix)

## Видеография
- 2016 — «Acid Train»
- 2017 — «Секси» (при участии Kreem)
- 2018 — «Prime Time» (при участии Cream Soda)
- 2019 — «Круг Победителей» (при участии Kreem)
- 2019 — «Небеса» (совместно с Антоха МС, Cream Soda)
- 2019 — «M.O.D.» (совместно с Jeembo, Boulevard Depo)
- 2019 — «Изи Фреш»
- 2021 — «Красный закат» (при участии Vacío)
- 2021 — «Танцую в темноте»
- 2023 — «Джанки»
- 2023 — «Когда рядом ты (Turbosh Remix)»

## Награды и номинации
В 2017 году Лауд победили в специальной номинации от Jager Music Awards, получив приз от организаторов премии — концертный тур, а также были признаны лучшей электронной группой года в рамках премии Родной звук — 2017 во Вконтакте. «ТанецГолосЗвук 2» занял тридцать второе место в топ-50 «Лучших отечественных альбомов года» по версии The Flow. В 2018 году группа одержала победу на премии JBL Vox Populi «Золотая горгулья — 2018». Коллектив вошел в список 13 российских артистов «новой волны», достойных внимания по версии белорусского музыкальной лейбла «Першак» и «МТС Music». «ТанецГолосЗвук 3» занял третье место в топ-5 «Лучших электронных альбомов года» по версии The Flow. В 2019 году Лауд получили награду «Топ-50 самых знаменитых людей Санкт-Петербурга» по версии журнала Собака.ru. Вошли в рейтинг «Топ-30 самых знаменитых людей Уфы» в 2019 году. В 2020 году Лауд попали в рейтинг 30 самых перспективных россиян до 30 лет по версии Forbes (Россия) в 2020 году в категории «Музыка». В 2021 году «Красный закат» признан лучшим в номинации «Альбом года» на Jager Music Awards 2021.